# Estatua de Juan Nepomuceno en Divina

La estatua de Juan Nepomuceno es una escultura ubicada en la ciudad eslovaca de Divina. San Juan Nepomuceno es uno de los santos más representados en los territorios del antiguo Imperio austrohúngaro y es recordado (sobre todo a través de las estatuas) en numerosas localidades de Eslovaquia y la República Checa. La restauración de la estatua fue realizada bajo el patrocinio de la Embajada de la República Federal de Alemania en Eslovaquia. 

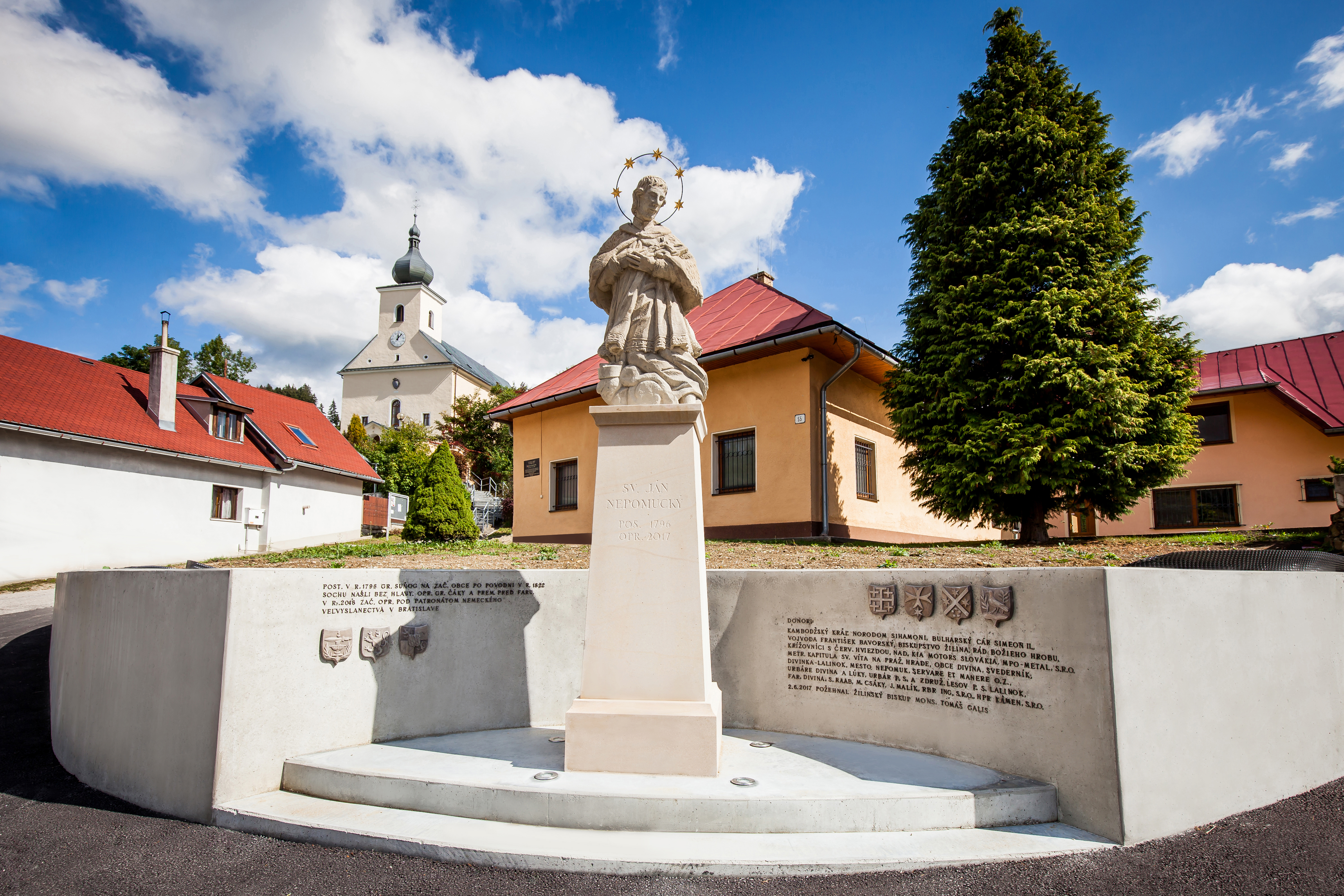
Estatua de Juan Nepomuceno en Divina, 1796 - 2017

### Característica básica
- Ubicación: Divina, Eslovaquia
- Centuria: XVIII
- Tipo de monumento: estatua
- Material: piedra arenisca
- Estilo: Barroco tardío
- Autor: desconocido
- Fundador: Conde Juan Nepomuk Szunyogh y Conde Estebán Csáky
- Año de construcción: 1796[2]
- Años de grandes reparaciones: después de 1822, 1995 y 2017[3][1]
- Autor de la reconstrucción: Marek Sobola, Ph.D.

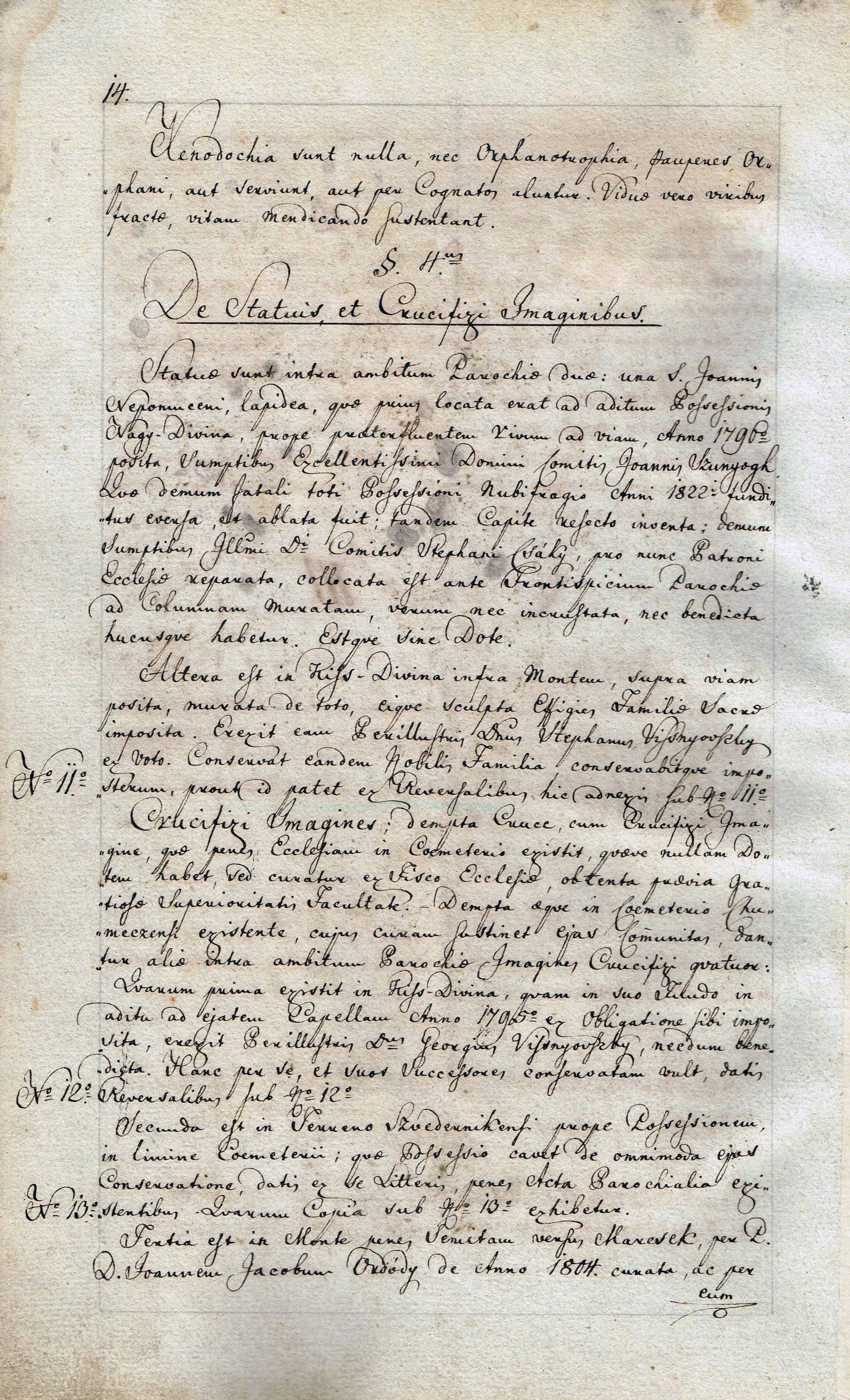
Visita canónica de Divina, 1828

## Proyecto internacional

### Patronos y apoyadores
Entre los promotores del proyecto se encontrarían Norodom Sihamoni, rey de Camboya, y Simeón de Bulgaria. Han donado al proyecto, además de la diócesis de Žilina, individuos como Francisco, duque de Baviera, la Orden de Caballería del Santo Sepulcro (Ordo Equestris Sancti Sepulcri Hierosolymitani – OESSH), los canónigos de la Santa Cruz de la Estrella Roja (Ordo militaris Crucigerorum cum rubea stella in pede pontis Pragensis – O.Cr) – la única orden de caballería católica de origen checo, además del Cabildo Metropolitano de San Vito en Praga, que posee también la tumba de este santo y la ciudad de Nepomuk, el lugar de nacimiento de san Juan Nepomuceno. Entre los socios locales que han apoyado el proyecto están los pueblos de Divina, Divinka-Lalinok y Svederník.

### Bendición
La estatua sobre un nuevo pedestal fue descubierta por Joachim Bleicker, embajador de la República Federal de Alemania, junto con Emil Molko, el alcalde del pueblo Divina y con el autor del proyecto, arquitecto Marek Sobola. Fue bendecida por Tomáš Galis, obispo diocesano de Žilina. Lo sucedió después de más de 190 años de su renovación, cuando la había dañado la inundación. El obispo de diócesis, el embajador alemán, el canciller de la curia de Žilina y también los socios invitados participaron en las fiestas. Después del descubrimiento y la bendición de la estatua sucedió la inauguración, donde fueron presentados en los paneles todos los socios de la renovación de escultura.

### Consecuencias del proyecto
En ocasión de la bendición y el descubierto de la estatua fue producida también la publicación especializada, El cuento de San Juan, la estatua de San Juan Nepomuceno en Divina, (en eslovaco: Príbeh svätojánsky, Socha svätého Jána Nepomuckého v Divine) que escribió Marek Sobola junto con el colectivo de otros autores. Este libro, además de la biografía de San Juan Nepomuceno, describe también los monumentos parecidos alrededores de Divina. No se trata de un estudio científico e histórico de San Juan Nepomuceno pero gracias a su contenido nos ayuda a comprender como se puede cumplir, también en la actualidad, el mensaje de un mártir medieval. Su plástica más o menos ordinaria, ha podido cruzar las fronteras de un pueblo en el noroeste de Eslovaquia. El mensaje es bien comprensible también en la actualidad, es la comunicación y la amistad. La publicación fue lanzada ceremonialmente echando a ella „la tierra de Divina“. A esta ocasión la oficina de correos de Eslovaquia publicó oficialmente los productos de correo: matasellos, sobres y sellos de correos.